# Аббас Джуссуф
Аббас Джуссуф (22 березня 1942 — 13 червня 2010) — коморський політик, чотирнадцятий голова уряду Коморських Островів.

## Біографія
Навчався в Національній школі географічних наук у Франції.
Від 1965 до 1970 року обіймав посаду директора Інженерно-геодезичної компанії Коморських Островів. В 1970—1973 роках після викупу Air Comores у Air France був комерційним директором авіакомпанії.
1968 року став одним із засновників Народно-демократичного об'єднання Коморських Островів. Брав активну участь у військовому перевороті, здійсненому 3 серпня 1975 року, в результаті якого до влади прийшов Алі Суаліх, був членом Національної ради революції.
Від 1975 до 1976 року очолював міністерство закордонних справ Комор, однак унаслідок жорсткої антиісламської політики Суаліха вийшов з уряду. 1978 року його було звинувачено в спробі замаху на життя голови держави, заарештовано й піддано публічним тортурам у Мороні.
Після повалення режиму Суаліха найманцями на чолі з Бобом Денаром Джуссуф у травні-грудні 1978 року займав пости міністра внутрішніх справ, оборони й транспорту. Його стосунки з президентом Ахмедом Абдаллахом Абдереманом почали погіршуватись, і Джуссуф вийшов у відставку.
В подальшому займався будівельним бізнесом, створив низку проєктів з організації громадських робіт. 1987 року заснував Рух за демократію та прогрес і відновив свою політичну діяльність. Після смерті президента Абдаллаха балотувався на пост голови держави, але виборов лише 13,25 % голосів на свою підтримку.
Від 1998 до 1999 року займав пост прем'єр-міністра Коморських Островів. Був усунутий від посади в результаті перевороту, здійсненого полковником Азалі Ассумані.